# Gerard Hengeveld
Gerard Hengeveld (Kampen, 7 december 1910 - Bergen, 28 oktober 2001) was een Nederlands pianist en componist.

## Jeugd en opleiding
Hij is zoon van plaatselijk musicus Christiaan Hengeveld en Theodora Tamboer. Gerard Hengeveld begon op vijfjarige leeftijd met pianospelen. Al op tienjarige leeftijd trad hij als solist op met orkest. Hij ging in 1924 studeren aan het Amsterdamse conservatorium en kreeg les van Ulfert Schults en Sem Dresden. In 1928 behaalde hij zijn diploma. Hierna ging hij door met zijn studie en behaalde in 1932 de Prix d'Excellence voor piano en rondde zijn studie af bij Carl Friedberg.

## Werkzaamheden als pianist
Hengeveld ging in 1929 werken als hoofddocent piano aan het Koninklijk Conservatorium te Den Haag en nam in 1930 Amsterdam eenzelfde functie aan aan het conservatorium daar. Naast zijn docentschap was hij ook actief in Nederland en het buitenland als concertpianist en begeleider. Hij voerde diverse werken van Johann Sebastian Bach uit op zowel klavecimbel als piano en trad regelmatig hiermee op in het Concertgebouw van Amsterdam.

## Composities
Als componist was hij zeer actief als auteur van velerlei studiemateriaal bestemd voor het piano-onderwijs. Maar ook componeerde hij een vioolsonate, een cellosonate, diverse liederen en bewerkingen van volksliederen, dansen en muziek voor speelfilms en carillon. Voor zijn pianoconcert ontving hij de Visser Neerlandia-prijs.
- Partita Rhytmique

## Eerblijken en overlijden
In 1975 werd Hengeveld voor al zijn werk geëerd met een ridderorde. Hij werd benoemd tot Ridder in de Orde van Oranje Nassau. In later jaren ging hij wonen in het Noord-Hollandse Bergen waar hij op negentigjarige leeftijd overleed.
Zijn vrouw Liesbeth Hengeveld-ter Hoeve, ook een begenadigd pianiste, overleed enkele jaren later.

## Discografie
- Gerard Hengeveld speelt Gerard Hengeveld - CD (Label: A&A, releasejaar 1990)